# 西埃爾克里弗鎮區 (密蘇里州麥克唐納縣)
西埃爾克里弗鎮區（英語：Elk River West Township）是位於美國密蘇里州麥克唐納縣的一個行政鎮區。

## 地方資料
西埃爾克里弗鎮區的面積為69.94平方千米，當中陸地面積為69.71平方千米，而水域面積為0.23平方千米。根據2020年美國人口普查的數據，當地共有人口1942人，而人口密度為每平方千米27.77人。